# Colletes atripes
Colletes atripes là một loài Hymenoptera trong họ Colletidae. Loài này được Smith mô tả khoa học năm 1854.

## Hình ảnh

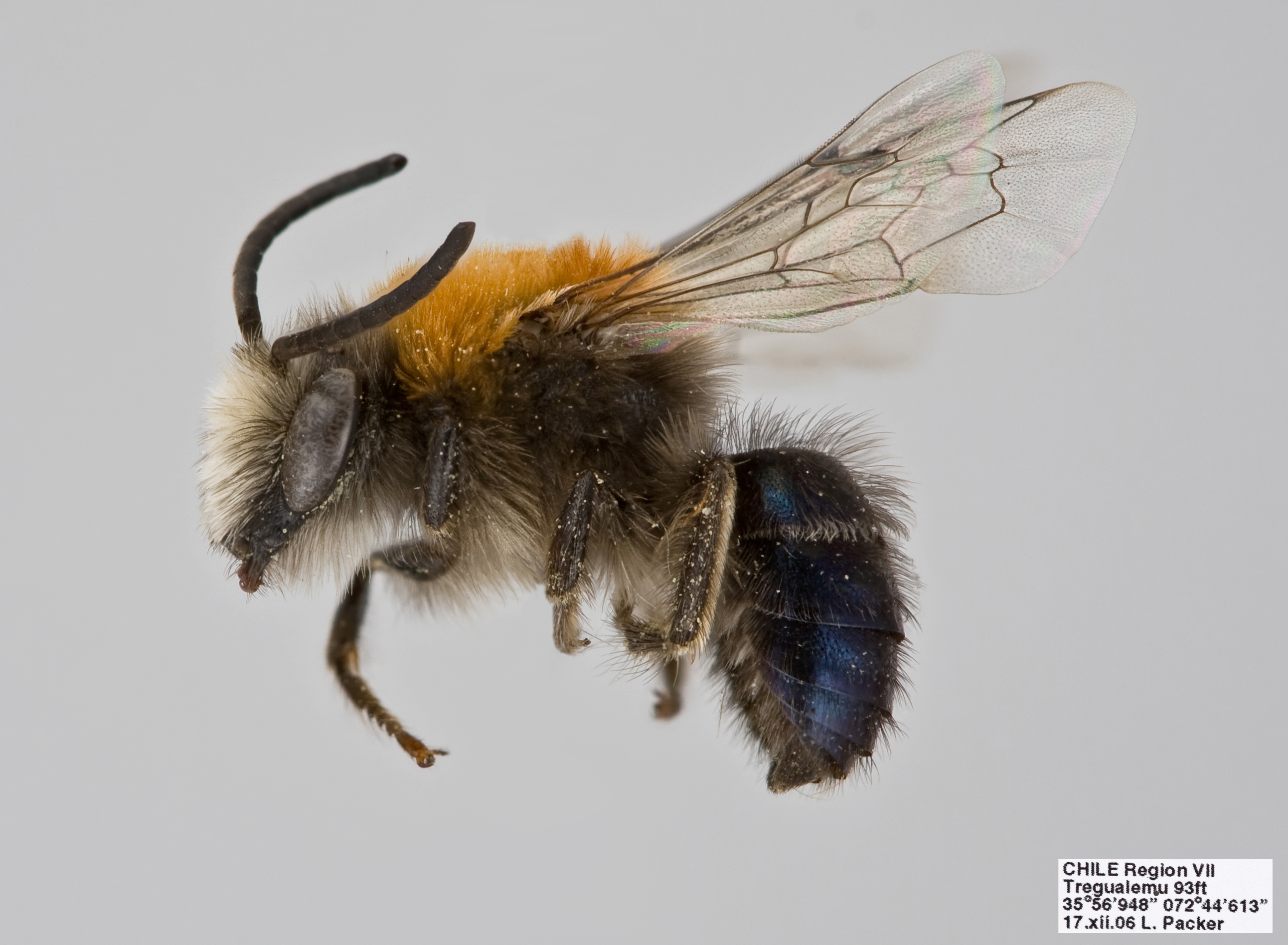